# 向日葵プリンセス
向日葵プリンセス（ひまわりプリンセス）は、日本の女性アイドルグループ、アンバサダー（PR大使、観光大使）、キャンペーンガール、モデルである。略称は、ひまプリ。どんなに厳しい状況でもヒマワリのように太陽の方を向き、全国へ明るい笑顔と元気を届けることを目的として結成された。

## 概要
結成に先立ち、向日葵プロジェクト2020実行委員会によるオーディションを実施。元・AKB48の永尾まりやが本年プロジェクトの公式アンバサダーに就任。約2,000名の応募の中、書類選考、配信審査（SHOWROOM、ミクチャ、マシェバラ、mystaの4ルート）、最終審査により、各ルートから3名ずつ計12名が選出された。
2020年8月1日に千葉県成田市の成田ゆめ牧場でお披露目会を開催、公式アンバサダーに就任。向日葵プリンセス第1期生の活動が開始された。
水着ブランド「PEAK&PINE」の公式アンバサダー、浴衣や振袖等の貸衣装「レンタル着物VASARA」CM出演等、企業モデルにも起用されている。
2020年9月27日に「道の駅完全制覇プロジェクト Seson2 道東・オホーツク編」（北海道文化放送『みんテレ』内で放送）の公式応援ソングとして、デビュー曲『向日葵の帰り道』を配信リリース。
2曲目として制作の『瞬間とドラマチック』が「arbeee CUP オクトーバー・ラン&ウォーク2020 北海道エリア」のテーマソングに決定し、10月6日から10月25日まで北海道文化放送内でのCMソングとして放映されることが、2020年10月5日、公式Twitterで発表された。同楽曲は『向日葵の帰り道』とともにCD化、全国リリースが決定している。
2020年11月8日に初公演を原宿で実施（イベント・公演一覧を参照）。同日、メンバーの光源あやが11月30日に活動辞退することが発表された。
2020年12月12日にアカフーパーク（旧・上大岡赤い風船）公式アンバサダーに就任することが発表された。
2021年4月9日に向日葵プリンセス2021公式アンバサダーに元・日向坂46のメンバーでありYouTuberの井口眞緒が就任する事が発表された。向日葵プリンセス2021（第2期生）オーディションは、配信審査ルート（ミクチャ、SHOWROOM、mysta、LINE LIVE）又は実技面談ルートのいずれかを経た最終審査により、全国から緋水綾、嘉村宙の2名が選出。2021年7月10日から両名は活動開始となり、8月1日に緋水綾はアイドルチーム、嘉村宙はタレントチームにそれぞれ配属となった。任期満了に伴い、7月25日に大﨏このみが卒業。8月14日に大塚泉穂、赤間四季も卒業公演を行った。
2022年2月14日に「楽遊アイドルフェス～バレンタイン30分ライブSP～」で、みらそるのメンバーカラーが制定され、コスチュームが披露された。
4月7日に向日葵プリンセス2022公式アンバサダーに元・SUPER☆GiRLSのメンバーでライバーの渡邉幸愛が就任する事が発表された。
7月9日に3期生として小坂さな、宮下恭佳、吉水真央が加入、アカフーパークでお披露目された。
8月21日に嘉村宙が「ひまわりSUNDAYプリンセスの休日」番組内で卒業を表明し、9月17日に卒業した。
9月15日に宮下恭佳が活動を辞退。
9月17日の嘉村宙卒業公演で、知花瞳と緋水綾が卒業を表明、みらそるの休止が発表された。
2023年7月1日に現体制ラスト公演で永井絵梨沙および葛西蘭が卒業を表明、9月30日にGOTANDA G2で卒業公演が開催された。
7月9日にサンスポアイドルリポーター(SIR)とのツーマンライブより4期生の夏目まなが加入、タレントチームに配属される。しかし重大な契約違反が認められたため8月30日付で契約を解除。
11月3日に開催された「ひまプリ定期ライブ～新曲お披露目SP～」で改めてメンバーカラーが制定される。
2024年1月6日に赤羽ReNY alphaで開催された2ndワンマンツアー『YELL2024』東京公演で3着目のコスチュームが披露される。
5月6日にアカフーパークで開催されたGWわくわくアイドルライブより、5期生の青山心香および今田美南が加入。
5月11日、Zip BASE KOMAGOMEで開催された『新体制&重大発表SP』でコンセプトカラーが制定される。青山・今田のコンセプトカラーは7月13日の新体制お披露目ライブで制定された。
7月13日に開催された新体制お披露目ライブでは小坂さなが卒業を表明、9月7日に原宿GE Theaterで卒業公演を行った。 
8月12日に開催された4周年記念ライブ「～サマハイ！なプリンセスたち～」では入内嶋茜が卒業を表明、10月5日に横浜ミントホールで卒業公演を行った。横浜美少女図鑑モデルとしての活動は2025年5月24日で終了。
8月23日に成田柊里が脱退。けっぱって東北は2025年3月9日で卒業。
12月18日、青山心香に重大な契約違反が認められたため同日付で契約を解除。横浜美少女図鑑モデルとしての活動も終了。

## メンバー

### 現メンバー
結成当初は、1チーム。2020年9月、「アイドルチーム」（2021年9月19日に「みらそる」と命名）と「タレントチーム」の2チーム体制に分かれることが発表された。2022年9月7日の嘉村宙卒業公演ではみらそるを休止して向日葵プリンセスに一本化されることが発表された。
2021年1月30日より、リーダーとサブリーダーを置く。2022年9月25日の新体制お披露目公演ではリーダーからキャプテンに呼称が変更される。
| 名前       | よみ            | 愛称       | メンバーカラー | コンセプト | 誕生日   | 出身地   | 加入期 | 所属事務所 | 備考            |
| ---------- | --------------- | ---------- | -------------- | ---------- | -------- | -------- | ------ | ---------- | --------------- |
| 葉山なつみ | はやま なつみ   | なあちゃん | 水色           | 天然水     | 4月13日  | 千葉県   | 1期生  |            |                 |
| 萬代唯花   | ばんだい ゆいか | ゆいか     | 白             | ココナッツ | 11月15日 | 東京都   | 1期生  |            | 2代目キャプテン |
| 吉水真央   | よしみず まお   | まお       | 薄ピンク       | 苺         | 4月14日  | 鹿児島県 | 3期生  |            |                 |
| 今田美南   | いまだ みなみ   | みなみ     | 緑             | メロン     | 5月19日  |          | 5期生  |            |                 |

### 旧メンバー
| 名前       | よみ                | 愛称       | 誕生日   | 出身地   | 加入期 | チーム   | 卒業・脱退・契約終了日 | 備考 |
| ---------- | ------------------- | ---------- | -------- | -------- | ------ | -------- | ---------------------- | --- |
| 加藤璃奈   | かとう りな         | かとりな   | 12月7日  | 埼玉県   | 1期生  | -        | 2020年8月27日          | 圭三プロダクション所属。                                                                                        |
| 光源あや   | こうげん あや       | あや       | 3月1日   | 山梨県   | 1期生  | タレント | 2020年11月30日         | |
| 大﨏このみ | おおえき このみ     | このみん   | 8月25日  | 兵庫県   | 1期生  | タレント | 2021年7月25日          | |
| 大塚泉穂   | おおつか みずほ     | みずぽん   | 1月1日   | 埼玉県   | 1期生  | アイドル | 2021年8月14日          | 卒業後は花ノぷりんせす                                                                                          |
| 赤間四季   | あかま しき         | しき       | 1月30日  | 広島県   | 1期生  | タレント | 2021年8月14日          | 卒業後は#Mooove!                                                                                                |
| 宮下恭佳   | みやした きょうか   | きょうか   | 4月14日  | 石川県   | 3期生  | -        | 2022年9月15日          | Churros所属 |
| 嘉村宙     | かむら そら         | おそら     | 8月11日  | 京都府   | 2期生  | タレント | 2022年9月17日          | 卒業後は100日だけのキミのIDOL                                                                                   |
| 知花瞳     | ちはな ひとみ       | ひとみん   | 12月10日 | 千葉県   | 1期生  | アイドル | 2022年11月20日         | 初代リーダー、みらそる水色担当                                                                                  |
| 緋水綾     | ひすい りょう       | おりょう   | 6月19日  | 兵庫県   | 2期生  | アイドル | 2022年11月20日         | みらそる桃色担当                                                                                                |
| 夏目まな   | なつめ まな         | まーたん   | 7月30日  | 愛知県   | 4期生  | タレント | 2023年8月30日          | 重大な契約違反による解除                                                                                        |
| 葛西蘭     | かさい らん         | らん姉     | 5月24日  | 神奈川県 | 1期生  | タレント | 2023年9月30日          | |
| 永井絵梨沙 | ながい えりさ       | えりさ     | 2月8日   | 北海道   | 1期生  | アイドル | 2023年9月30日          | みらそる緑担当。卒業後は俳優・歌手とActwres girl'Z、Rhyz Beatを兼務。                                           |
| 成田柊里   | なりた しゅり       | しゅり     | 2月14日  | 青森県   | 1期生  | アイドル | 2024年8月23日          | みらそるオレンジ担当。2022年7月より2024年8月までけっぱって東北兼務、以降2025年3月までけっぱって東北。           |
| 小坂さな   | こさか さな         | さなにゃん | 2月5日   | 愛知県   | 3期生  | アイドル | 2024年9月7日           | 青担当。卒業後はシチュエーションシップ。                                                                        |
| 入内嶋茜   | いりうちじま あかね | ちっち     | 7月23日  | 神奈川県 | 1期生  | アイドル | 2024年10月5日          | みらそる赤担当、初代サブキャプテン。卒業後は2025年5月まで横浜美少女図鑑モデル。妹は入内嶋涼（SKE48 チームKⅡ）。 |
| 青山心香   | あおやま ほのか     | ほのぴ     | 1月18日  | 神奈川県 | 5期生  | タレント | 2024年12月18日         | 重大な契約違反による解除                                                                                        |

## 出演

### テレビ
- 『ひまプリの咲き誇れ! 向日葵のタネ』（2020年8月21日 - 2021年3月19日、TOKYO MX1）
- 『みんテレ』（2020年9月18日、北海道文化放送）
- 『楽遊のさきどり★アイドル塾』（2021年2月5日 - 、TOKYO MX1） - 現在、MXでの放送は行われていないが、ミクチャで無料生配信を行っている。
- 『お連れします！新東北～りんごちゃんがあなたをお連れします！～』（2022年2月20日、青森テレビほか東北4局） - 成田柊里、入内嶋茜が出演。
- 『ひるポチッ!』（2022年10月7日、群馬テレビ）

### ラジオ
- 『ひまわりSUNDAY プリンセスの休日』（2020年8月9日 - 、毎月第1・第3日曜日20時 - 20時50分。スタジオ公開生放送・生配信、渋谷クロスFM）
- 『RADIO "ROCK UP!!"』（2021年2月12日・2021年8月6日、MID-FM761）[63][64]
- 『KEY OF JAM RADIO「私立太田図書館」』（2021年5月28日、レインボータウンFM）- 知花瞳が出演。

### インターネット配信
- アイドル頂DASH（Podcast QR) 、2023年12月18日～[65]、スロパチアイドルリポーター・けっぱって東北・MEIDと週替わりで配信。毎週水曜日夕方に浜松町の文化放送サテライトプラスで公開収録が行われ、終演後は4グループ合同の無料ライブが開催される。
- 頂♡アイドリーム（YouTube） - 2025年6月23日 - 、スロパチアイドルリポーター・けっぱって東北・横浜美少女図鑑モデルとの合同で出演。

### 新聞・雑誌等
- 日刊スポーツ
  - 企業応援連載『咲き誇れニッポン!!』（第1面特設スペース）（2020年8月　北海道本社版、大阪本社版、西部本社版）
  - 「向日葵プリンセス2020　12人初披露」（2020年8月13日付け第3面　東京本社版）
  - 「向日葵プリンセス大塚泉穂、北海道の味覚に感激」（2020年9月25日付けWeb紙面）[66]
  - 「デビュー曲! 向日葵プリンセス 向日葵の帰り道」（2020年10月5日 付け第1面　北海道本社版、東京本社版、大阪本社版、西部本社版）
  - 「Happy Birthday 萬代唯花」（2020年11月15日付け第1面特設スペース　北海道本社版、大阪本社版、西部本社版）
  - 「2021年1月27日(水)デビューシングル全国CD発売!!」（2021年1月1日付け第27面　東京本社版）
- サンケイスポーツ
  - 2020年8月6日付け芸能面（東京本社版、大阪本社版）及びWeb紙面。
- 夕刊フジ
  - 2020年8月7日付け芸能面（東京本社版）及び2020年8月8日付けWeb紙面（夕刊フジ公式サイト「Zakzak」）。
- 横浜美少女図鑑
  - 新創刊号（2020年12月） - 入内嶋茜が掲載[67]。
  - 創刊第2号（2021年5月） - 入内嶋茜、知花瞳が掲載。
- 楽遊IDOL PASS
  - 全国版 vol.16（2020年12月）
  - 全国版 vol.17（2021年7月）
- 週刊プレイボーイ
  - 2021年2月1日号（2021年1月18日発売号）-  巻末グラビアとインタビューのページに、赤間四季が掲載[68][69]。

### CM
- 着物レンタルVASARA 浴衣CM（2020年8月、TOKYO MX 及び 渋谷109横HAMATOMOビジョン）
- Eddy's Ice Cream コラボキャンペーンCM（2020年8月、TOKYO MX 及び 渋谷109横HAMATOMOビジョン）
- PEAK&PINE 水着CM（2020年8月、TOKYO MXほか）
- 『向日葵の帰り道／瞬間とドラマチック』CM（2021年1月8日 - 2021年1月21日、新宿ピカデリー）- 『銀魂 THE FINAL』の上映前に放映[70]。
- 『向日葵の帰り道／瞬間とドラマチック』販売告知（2021年1月26日 - 2021年2月1日、全国ローソン各店舗）- ローソンCSほっとステーション「今週のトピックス」で放送[71]。

### イベント・公演

#### 2020年
- 向日葵プリンセスお披露目会 in 成田ゆめ牧場（2020年8月1日、成田ゆめ牧場） - 会場MCをこにわが務めた。
- ひまプリと成田ゆめ牧場を楽しもう!（2020年8月22日、成田ゆめ牧場）
- ひまプリ デビュー曲『向日葵の帰り道』お披露目会（2020年9月26日、成田ゆめ牧場）
- アカフーわくわくハロウィン2020（2020年10月24日、上大岡アカフーパーク）
- ひまプリと成田ゆめ牧場でハロウィンを楽しもう!（2020年10月31日及び11月1日、成田ゆめ牧場）
- こんなプリンセスいかがですか? in 大観覧車えびすタワー（2020年11月3日、ドン・キホーテ道頓堀店） - 葛西蘭、入内嶋茜、知花瞳が出演。
- ひまプリ1st公演（2020年11月8日、原宿RENON） - 第1部「アイドルチーム公演」、第2部「萬代唯花バースデースペシャル」の2部制で開催。
- ペンギンのいるBAR らん姉1日店長イベント（2020年11月14日、ペンギンのいるBAR池袋） - 葉山なつみ、萬代唯花もゲスト出演。
- ひまプリ 名古屋公演 in 名古屋栄CIRCUS（2020年11月21日、CIRCUS NAGOYA）
- ひまプリ ヒマワリファン感謝祭（2020年11月22日、パセラなんば道頓堀店）
- ひまプリ 関西1st公演（2020年11月23日、梅田アムホール）
- ひまプリと大阪グルメを堪能しよう!（2020年11月28日、はり重 道頓堀本店）
- 大草原獲得記念キャンプロケ&ファン感謝祭（2020年11月29日、舞洲バーベキューパーク）
- 知花瞳 生誕祭 in 原宿RENON（2020年12月6日、原宿RENON）
- 「向日葵プリンセス」クリスマスLIVE!（2020年12月12日、上大岡アカフーパーク）- アイドルチーム出演。
- こんなプリンセスいかがですか? in 大観覧車えびすタワー（2020年12月12日 - 13日、ドン・キホーテ道頓堀店）- 葛西蘭、赤間四季、萬代唯花が出演。
- 楽遊アイドルフェス in 新宿ReNY（2020年12月14日、新宿ReNY）-  初の対バン形式ライブへの出演となる[72][73]。
- ひまプリ クリスマスSP公演 in 原宿RENON（2020年12月17日、原宿RENON）
- 「横浜美少女図鑑」お渡し会（2020年12月18日、横浜大世界）- 入内嶋茜が出演[74][75]。
- ひまプリ年末最後の大集合 in 初台DOORS（2020年12月27日、初台DOORS）- 同日の大忘年会の前に開催。楽遊アイドル編集部の福島ゆかも出演[76]。
- ひまプリ大忘年会（2020年12月27日、パセラ新宿本店）

#### 2021年
- 大塚泉穂 生誕祭 in 初台DOORS（2021年1月7日、初台DOORS）
- 楽遊アイドルフェス in 新宿ReNY（2021年1月20日、新宿ReNY）
- 赤間四季 週刊プレイボーイ発売記念サイン会（2021年1月23日、ミストケイズカンパニースタジオ）- 赤間四季が出演[77]。
- 赤間四季プチ生誕祭 in 原宿RENON（2021年1月30日、原宿RENON）- 赤間四季はリモート出演。後日、振替公演を実施[78]。
- Girl's Bomb!! ～真冬の祭典～（2021年1月31日、USEN STUDIO COAST）
- ひまプリ バレンタイン公演（2021年2月11日、初台DOORS）
- 成田柊里 生誕当日 無観客ライブ（2021年2月14日、ソフマップライブ）
- 楽遊アイドルフェス in 新宿ReNY（2021年2月15日、新宿ReNY）
- 成田柊里・永井絵梨沙 生誕祭（2021年2月20日、原宿RENON）[79]
- ひまプリ撮影会 vol.1（2021年2月21日、渋谷近郊）
- アカフーわくわくHAPPY SPRING LIVE（2021年2月27日、上大岡アカフーパーク）
- ひまプリ大収穫祭（2021年3月6日、原宿RENON）
- 入内嶋茜 ぱんみみ1日店長イベント（2021年3月7日、ぱんみみ名古屋栄店）[80]
- ソフマップ無観客配信定期ライブ vol.1（2021年3月9日、ソフマップLIVE）
- 横浜FCガールズプロジェクト始動イベント（2021年3月13日、ニッパツ三ツ沢球技場）- 知花瞳、入内嶋茜が出演。
- 楽遊アイドルフェス in 新宿ReNY（2021年3月15日、新宿ReNY）
- 福島&ひまプリ ～東北応援ライブ～（2021年3月20日、原宿RENON）- 同日のひまプリ制服ライブの前に開催。
- 春爛漫! ひまプリ制服ライブ! ～ 赤間四季 生誕SP ～（2021年3月20日、原宿RENON）
- アカフーわくわくHAPPY SPRING LIVE（2021年3月27日、上大岡アカフーパーク）- ライブ後、「第1回 ひまプリ!ボウリング大会」を実施。
- 春爛漫! ひまプリ撮影会（2021年3月28日、成田ゆめ牧場）
- アイドルテーマパーク in STUDIO COAST（2021年4月4日、USEN STUDIO COAST）
- ひまプリ定期公演 vol.1（2021年4月7日、原宿RENON）
- 楽遊アイドルフェス in 秋葉原パームス（2021年4月9日、秋葉原P.A.R.M.S）
- ひまプリSpring Fashion Show（2021年4月10日、原宿RENON）
- Girl's Bomb!! ～春の祭典～（2021年4月17日、USEN STUDIO COAST）
- ひまプリ撮影会 vol.3（2021年4月24日、都内某所）
- 葉山なつみ 生誕祭（2021年4月25日、渋谷DAIA）
- ソフマップ無観客配信定期ライブ vol.2（2021年4月27日、ソフマップLIVE）
- ひまプリわくわくGWスペシャルLIVE（2021年4月29日・5月5日上大岡アカフーパーク）
- 楽遊アイドルフェス in 秋葉原パームス（2021年5月7日、秋葉原P.A.R.M.S）
- THIS is OUR HOME（2021年5月9日、赤羽ReNY alpha）
- 葛西蘭 生誕祭（2021年5月15日、原宿RENON）
- アイドリーム撮影会 vol.2（2021年5月16日、都内）
- ソフマップ無観客配信定期ライブ vol.3（2021年5月18日、ソフマップLIVE）
- 楽遊アイドルMINIフェス in 赤羽ReNY（2021年5月23日、赤羽ReNY alpha）
- プリンセスの祝宴 vol.1（2021年5月29日、原宿RENON） - 向日葵プリンセスの主催公演としては、初。福島ゆか、せかいシティがゲスト出演。
- 「横浜美少女図鑑」創刊2号 先行お渡し会（2021年5月30日、横浜大世界）- 入内嶋茜、知花瞳が出演。
- 楽遊アイドルフェス  in 秋葉原パームス（2021年6月11日、秋葉原P.A.R.M.S）
- ひまわりミッション発動! 咲き誇れ向日葵のタネ（2021年6月12日、初台DOORS）
- アイドリーム撮影会 vol.3（2021年6月13日、都内某所）
- ソフマップ無観客配信定期ライブ（2021年6月15日、ソフマップLIVE）
- ひまプリ緊急作戦会議（2021年6月16日、原宿RENON）
- パンのフェス2021初夏 in 横浜赤レンガ（2021年6月19日・6月20日、横浜赤レンガ倉庫イベント広場）- 入内嶋茜、知花瞳が出演。
- youthful happiness フラゲライブ in 原宿RENON（2021年6月26日、原宿RENON）
- ひまプリ3番勝負!（2021年6月27日、初台DOORS）- 1部～3部まで内容を変えながら実施。
- ソフマップ無観客配信定期ライブ（2021年7月6日、ソフマップLIVE）
- 楽遊アイドルフェス in 秋葉原パームス（2021年7月9日、秋葉原P.A.R.M.S）
- 向日葵プリンセス SUMMER LIVE～2期生お披露目スペシャル～（2021年7月10日、上大岡アカフーパーク）
- ひまプリミッション～中間発表ライブ～（2021年7月11日、原宿RENON）- 12時30分開演。
- 夏だ! ひまプリだ! 「タレントも嘉村も歌っちゃうよスペシャル」（2021年7月11日、原宿RENON）- 16時開演。
- filmeFes（2021年7月11日、GOTANDA G2）[81]
- alpha SUPER LIVE 2021（2021年7月13日、赤羽ReNY）
- 成田ゆめ牧場サマーライブ～新メンバーお披露目SP～（2021年7月17日、成田ゆめ牧場）
- アイドリーム撮影会（2021年7月18日、成田ゆめ牧場）
- 上大岡 大賀の郷「第10回 ひまわりフェスタ」（2021年7月24日、大賀の郷ひまわり畑）- 午後からアカフーパークでLIVEを開催。
- ひまプリ1周年記念! 振り返りトークライブ（2021年7月25日、初台DOORS）- 12時30分開演。
- 大﨏このみ卒業公演「向日葵の帰り道」（2021年7月25日、初台DOORS） - 17時開演。
- 向日葵プリンセス×虹色幻想曲 ツーマンライブ（2021年7月28日、原宿RENON）- 当初サンスポアイドルリポーター (SIR) と虹色幻想曲のツーマン公演を予定していたが、SIRのメンバーに新型コロナウイルスの陽性反応が確認されたため振り替えで出演[82]。
- アイドリーム撮影会（2021年7月31日、成田ゆめ牧場）-  一部メンバーに関して、同月18日開催分の振り替えとして実施。
- THIS is OUR HOME（2021年8月1日、GARRET udagawa）
- 向日葵プリンセス×Re:Clash ツーマンライブ（2021年8月7日、CIRCUS NAGOYA）
- not I to $（2021年8月8日、CIRCUS NAGOYA）
- NAGOYA FASION FESTA（2021年8月9日、WINC AICHI）
- ソフマップ無観客配信定期ライブ（2021年8月10日、ソフマップLIVE）
- 楽遊アイドルフェス in 秋葉原パームス（2021年8月13日、秋葉原P.A.R.M.S）- 大塚泉穂を含む、1期生のアイドルチームで出演。
- 入内嶋茜 生誕祭（2021年8月14日、Twin Box AKIHABARA）- 12時30分開演。
- 大塚泉穂・赤間四季 卒業公演「向日葵の帰り道」（2021年8月14日、Twin Box AKIHABARA）- 17時30分開演。

ほか多数。

#### 2022年
- 新春！楽遊アイドルフェス～30分スペシャルライブ～（2022年1月6日、新宿アルタキースタジオ）
- iの流儀 Stylish Park（2022年1月8日、浅草公会堂）
- 楽遊アイドルぷちフェス（2022年1月10日、赤羽ReNY alpha）
- Idol Pit Vol.21 Happy New Year FESTIVAL（2022年1月15日、Twin Box GARAGEおよびTwin Box AKIHABARA）
- 新春ひまプリTALKING（2022年1月16日、初台DOORS） - 入内嶋茜、成田柊里、緋水綾、萬代唯花が出演。当初はSIRのライブが開催される予定であったが、SIRのメンバーに新型コロナウイルスの陽性反応が確認されたため振り替えで開催[83][84]
- 楽遊アイドルフェス （2022年2月7日、赤羽ReNY alpha）
- 楽遊アイドルフェス～30分スペシャルライブ～（2022年2月14日、新宿アルタキースタジオ）
- 成田柊里生誕祭（2022年2月19日、Twin Box AKIHABARA）
- ソノウチ -2nd-（2022年2月23日、恵比寿CreAto）
- SHIBUYA GIRLS FRIDAY（2022年2月25日、渋谷RING）
- SHIBUYA GIRLS WEEKEND vol.3（2022年2月27日、渋谷RING）
- 楽遊アイドルフェス～ひなまつりSP～（2022年3月3日、新宿アルタキースタジオ）
- my route@YOKOHAMA presents『トークショー＆無料ライブ』（2022年3月12日～13日、横浜赤レンガ＆コスモワールド）
- 1stワンマンライブ『YELL』（2022年3月19日、AKIBAカルチャーズ劇場）
- GIRLS LIVE-Diary 3部（2022年3月27日、渋谷DAIA）
- プリンセスの祝宴～30分ライブSP～（2022年4月10日、初台DOORS）
- 楽遊アイドルフェス （2022年4月11日、新宿アルタキースタジオ）
- 葉山なつみ生誕祭（2022年4月24日、初台DOORS）
- SIR & ひまプリ合同リリイベ（2022年4月30日、Twin Box AKIHABARA）
- プリンセスの祝宴（2022年5月1日、初台DOORS）- 12時30分開演。
- SIR & ひまプリ合同リリイベ（2022年5月1日、初台DOORS）- 16時30分開演。
- 楽遊アイドルフェス～GW30分ライブSP～（2022年5月2日、新宿アルタキースタジオ）
- "ひまプリ" GW スペシャルライブ!（2022年5月3日～5日、上大岡アカフーパーク）
- お笑い&アイドルGWスペシャルライブ!（2022年5月5日、上大岡アカフーパーク）- MCとして成田柊里と萬代唯花、ゲストにコウメ太夫と蓮華が出演。
- 葛西蘭生誕祭（2022年5月22日、初台DOORS）

ほか多数。

### キャンペーン
- ひまプリ×Eddy's Ice Cream コラボアイス「HIMAPURI」発売キャンペーン（2020年8月14日 - 2020年8月31日）
- アカフーパーク×向日葵プリンセス 飲食店応援キャンペーン（2021年3月27日 - コースターがなくなり次第終了）[85]
- LOADS MOBILE 広告争奪! アイドルグループチャレンジ（2021年5月24日 - 2021年6月21日）[86]

## 作品

### シングル

#### 配信シングル
- 『向日葵の帰り道』- デビュー曲。渡邉沙志作詞・作曲、石井裕介編曲。2020年9月27日から、iTunes Store等で配信リリース。

#### CDシングル
| # | リリース日    | タイトル                           | レーベル         | 規格品番         | 備考 | 最高位 |
| - | ------------- | ---------------------------------- | ---------------- | ---------------- | --- | ------ |
| 1 | 2021年1月27日 | 向日葵の帰り道／瞬間とドラマチック | ひまわりレコーズ | Type-A：HRS-0001 | - 先行して配信リリースされていた『向日葵の帰り道』をCD化。 - 『瞬間とドラマチック』 も収録。 - ジャケットにより、AからDまでの4タイプがある。                                                                  | 28位   |
| 1 | 2021年1月27日 | 向日葵の帰り道／瞬間とドラマチック | ひまわりレコーズ | Type-B：HRS-0002 | - 先行して配信リリースされていた『向日葵の帰り道』をCD化。 - 『瞬間とドラマチック』 も収録。 - ジャケットにより、AからDまでの4タイプがある。                                                                  | 28位   |
| 1 | 2021年1月27日 | 向日葵の帰り道／瞬間とドラマチック | ひまわりレコーズ | Type-C：HRS-0003 | - 先行して配信リリースされていた『向日葵の帰り道』をCD化。 - 『瞬間とドラマチック』 も収録。 - ジャケットにより、AからDまでの4タイプがある。                                                                  | 28位   |
| 1 | 2021年1月27日 | 向日葵の帰り道／瞬間とドラマチック | ひまわりレコーズ | Type-D：HRS-0004 | - 先行して配信リリースされていた『向日葵の帰り道』をCD化。 - 『瞬間とドラマチック』 も収録。 - ジャケットにより、AからDまでの4タイプがある。                                                                  | 28位   |
| 2 | 2021年6月27日 | youthful happiness                 |                  |                  | - アイドルチームのソロジャケット5種、全体ジャケット1種の6タイプ。 - 投票権が付属する。投票順位で、新たなセンターとソロ楽曲の制作が決まる。 - メンバー参加ライブ等の会場又は、公式オンライン物販にて購入可能。 |        |

#### 未収録楽曲
- 『片思いDelivery』- 日本サブウェイSNS公式ミュージックに起用[88]。

### アルバム

#### CDミニアルバム
- 『YELL』- 2022年7月5日発売のミニアルバム。
- 『FOUR SEASONS』- 2024年3月14日発売のミニアルバム。当初は2024年3月7日発売予定だったが、CDを製作する工場でトラブルが発生したため発売日が1週間延期された[89]。オリコンデイリーランキング6位[90]。

### 映像作品
- イメージDVD『はじめてがいっぱい』（2021年6月17日） - 葉山なつみ出演。グラビアデビュー作となる。

## 公式アンバサダー等
- 成田ゆめ牧場
- 上大岡アカフーパーク
- PEAK&PINE
- 着物レンタルVASARA
- ジャルパック「JALダイナミックパッケージ」- 入内嶋茜が就任。
- 焼きたて食パン専門店「ぱんみみ」イメージガール - 入内嶋茜が就任。
- 日本サブウェイ公認SNSモデル「サブウェイズ」- 成田柊里が就任[91]。
- BAGEL&BAGEL公式アンバサダー - 葛西蘭が就任[92]。